# Споменик српским ратницима у Краљеву
Споменик српским ратницима у Краљеву је споменик посвећен погинулим официрима и војницима у Балканским и Првом светском рату 1912—1918. године. Изграђен је 1934. године, по узору на Спомен-костурницу бранилаца Београда, подигнуту годину раније на Новом гробљу у Београду. Споменик је маја 1960. измештен на војничко гробље, а 1982. је враћен на првобитну локацију. Недуго након враћања, споменик је добио популарни назив Милутин, по књизи Књига о Милутину Данка Поповића која је изашла 1985. године.
Аутори споменика су архитекта и скулптор, руски емигрант Роман Верховској, док су аутори скулптуре Верховски и вајари Живојин Лукић и Владимир Павловић Загородњук.

## Историјат
Идеја о подизању Споменика погинулим ратницима, јавила се 1913, након завршетка Другог балканског рата, али је њену реализацију омело избијање Првог светског рата. Након Великог рата, идеја је поново постала актуелна, али је њена реализација кренула тек 1928. године. За подизање споменика у Краљеву, пресудни утицај имала је судбина Споменика браниоцима Београда. Како је надлежно Министарство правде Краљевне СХС поручило да нема пара за изградњу споменика, средства је скупило Удружење резервних официра и ратника, али је тада наступио проблем око избора локације. Удружење ратника, аутор споменика и бројни уметници, противили су се идеји да споменик буде постављен на гробљу, већ на неком од градских тргова. Неслагање јавности, није променило одлуку власти и спомен-костурница бранилаца Београда је 11. новембра 1931. свечано освећена на тадашњој периферији београдског Новог гробља. Незадовољан одлуком власти, председник Удружења резервних официра и ратника, резервни потпуковник Милан Ђ. Радосављевић, родом из Краљева, поклонио је пројекат и калупе споменика Удружењу ратника из Краљева под условом да споменик буде подигнут у центру града.
Почетак изградње споменика у Краљеву, пратио је сукоб око локације споменика, сличан оном око изградње споменика у Београду. Идеји да се споменик подигне на градском тргу успротивила се група трговаца, пошто се ту налазила пијаца. Они су на све начине покушавали да спрече подизање споменика, тврдећи да би то лоше утицало на њихово пословање. Удружење ратника Краљево сматрало је да су главни противници изградње споменика била двојица богатих трговаца, која су за време аустроугарске окупације, остала у граду и пословала са окупатором, а опструкцију подизања споменика спречавали су преко корумпиране власти.
Изградња споменика започела је 1928, годину дана након почетка градње Спомен-костурнице бранилаца Београда. Централни градски трг је као локација изградње споменика био потврђен одлуком Државног савета од 21. августа 1930. године. Том одлуком је Државни савет потврдио првобитну одлуку Суда општине Краљевачке о локацији. О изградњи Споменика српским ратницима у Краљеву Споменик је највећим делом завршен 1931, а на једном снимку из авиона, који је августа 1933. снимио пилот Милчић виде се скеле око споменика на тргу, где је још увек била смештена градска пијаца. Приликом изградње споменика, 1. августа 1931. на градилишту се догодила несрећа када су приликом уградње камена при врху постамента четири радника пала са скеле, од којих је један, Драгољуб Стојаковић из Попине, код Трстеника, преминуо. Краљевачка општина је у априлу 1936. одобрила кредит од 50.000 динара за довршетак. Београдски лист Политика писао је 8. октобра 1937. о споменику, наводећи у чланку, под насловом Недовршени споменик изгинулим борцима из Краљева, да још увек нису постављене плоче са именима погинулих ратника иако је за њих остављено место на споменику.
Током изградње споменика, 1932. године појавила се идеја о подизању спомен-костурнице. Општински суд је предлагао да се тела ратника сахрањених на варошком гробљу пренесу у костурницу, а земљиште на ком би она била подигнута би поклонила општина. Како општина није имала довољно средстава да спомен-костурницу подигне о свом трошку, тражила је да јој се додели један кредит из Фонда заслужних за отаџбину. Наредне две године пројекат је враћан, а као разлог је наведено то да пројекат не личи на костурницу и да не испуњава потребне естетске захтеве. Коначни пројекат и предрачун за израду костурнице од 26. фебруара 1933. начинио је инж. Анта Хуибнер, овлашћени грађевински инжењер у Краљеву. Међутим, због недостатка средстава пројекат је поново био стопиран крајем 1934. године.
Споменик је на централном градском тргу остао за време немачке окупације у Другом светском рату, током које је трг преименован у Франц Јозеф плац. Према неким сведочењима, прва иницијатива за измештање споменика јавила се 1945. од стране једног службеника краљевачког среза, али она није реализована. У послератном периоду, трг на коме се налазио споменик је преименован у Трг маршала Тита, а Краљево је 1949. променило назив у Ранковићево, по Александру Ранковићу, члану Политбироа ЦК КПЈ и потпредседнику Владе ФНРЈ. Приликом прве посете Краљеву 7. октобра 1951, поводом десетогодишњице формирања Четвртог краљевачког батаљона, Јосип Броз Тито је на тргу поред споменика одржао митинг.
Након Другог светског рата нестали су спискови са именима бораца из Балканских и Првог светског рата, која је требало урезати на мермерној плочи и уградити у споменик. Општинска власт на челу са Комунистичком партијом Југославије заузела је став да споменик треба уклонити, са образложењем да је недовршен. Међутим, овакав став био је израз идеолошких потреба. Прва званична иницијатива о уклањању споменика догодила се 1959. приликом доношења Решења општинског већа Народног одбора општине Краљево да се због усвајања новог Генералног урбанистичког плана, споменик измести на војничко гробље из Првог светског рата, које се налазило на Градском гробљу. Овај потез локалне власти правдале су чињеницом да споменик смета одвијању саобраћаја. Решење о уклањању споменика, усвојено је на седници Скупштине општине одржаној 29. новембра 1959. године. Истог дана, Краљево је посетио потпредседник Савезног извршног већа и члан Извршног комитета ЦК СКЈ Александар Ранковић, који је у парку код железничке станице открио Споменик отпора и победе, посвећен жртвама у Другом светском рату.
Реализација уклањања Споменика српским ратницима извршена је 1. маја 1960. године када је споменик пребачен са градског трга на војничко гробље у склопу Градског гробља. Уклањање споменика изазвало је негодовање грађана, али није био забележен ниједан јавни протест. Недуго након уклањања споменика, на његовом месту је направљен паркинг за аутомобиле. Две године након уклањања споменика, Краљево је посетио председник Извршног већа Скупштине СР Србије Слободан Пенезић Крцун, који је локалним властима упутио критике због уклањања споменика.
Неколико покушаја да се споменик врати на првобитну локацију није уродило плодом. Коначно, на иницијативу преживелих солунских ратника и новоизабраног председника СО Краљево Бранка Маричића 1982. године је био расписан референдум на ком се већина грађана се изјаснила за повратак споменика на стару локацију. После извршене реконструкције и уређења централног градског трга, споменик је 29. новембра 1982. године враћен на старо место, у центар града. Како је списак погинулих ратника и даље недостајао, у нише предвиђене за мермерне плоче са њиховим именима уграђене су плоче на којима су исписане највеће битке у којима су учествовали краљевачки ратници у ратовима 1912-1918. и постављен је натпис „Српским ратницима палим за слободу отаџбине 1912-1918.” и „Ратни другови и захвални народ, 1934”.

## Изглед
Споменик сачињава фигура српског војника у опанцима, са шајкачом на глави, који испруженом десном руком држи пушку, а другом грли заставу. Фигура војника висока је 4,1 метар, а налази се на постаменту високом 10,5 метара. Укупна висина споменика од пода до врха копља заставе износи 16,5 метара, док је основа постоља димензија 11,3 х 11,4 метра. Постамент споменика је камена монолитна стена, која представља снагу земље и народа, док подножје представља камене морске таласе, који се разбијају о постамент. Таласи симболично подсећају на морске дубине (плава гробница) где су сахрањивани српски ратници око острва Вида и Крфа. Фигура војника и државни грб окренути су ка северу, одакле је дошао непријатељ, а став и силуета бронзане фигуре направљени су у облику крста, што симболизује распеће и страдање српског народа.
Постамент споменика у Краљеву, изграђен је другачије у односу на београдску верзију, пошто се на њој фигура војника налази на каменој хриди, под којом лежи германски орао сломљених крила. Скулптура војника са београдског споменика изливена је у Крагујевцу, док је војник са краљевачког споменика изливен у ливници „Јеремић” у Београду. Споменик никада није добио оригинални облик, с обзиром да никада нису постављене првобитно планиране плоче са именима погинулих ратника, иако је за њих било остављено место на споменику.
На постаменту се налази натпис — „Српским ратницима палим за слободу отаџбине 1912—1918” и потпис „Ратни другови и захвалан народ”, 1934. У некадашње нише са три стране споменика, уместо табли са именима палих и умрлих ратника, чији су спискови нестали за време Другог светског рата, уграђене су, по идеји сликара Миодрага Протића и Николе Бугарчића, бронзане табле са именима битака у којима су од 1912. до 1918. изгинули српски војници, као и местима у којима су лечени српски ратници.
Одлуком Скупштине општине Краљево 29. јуна 1990. Споменик је заједно са Тргом српских ратника и делом старе чаршије, стављен под заштиту државе.